# 팬텍스

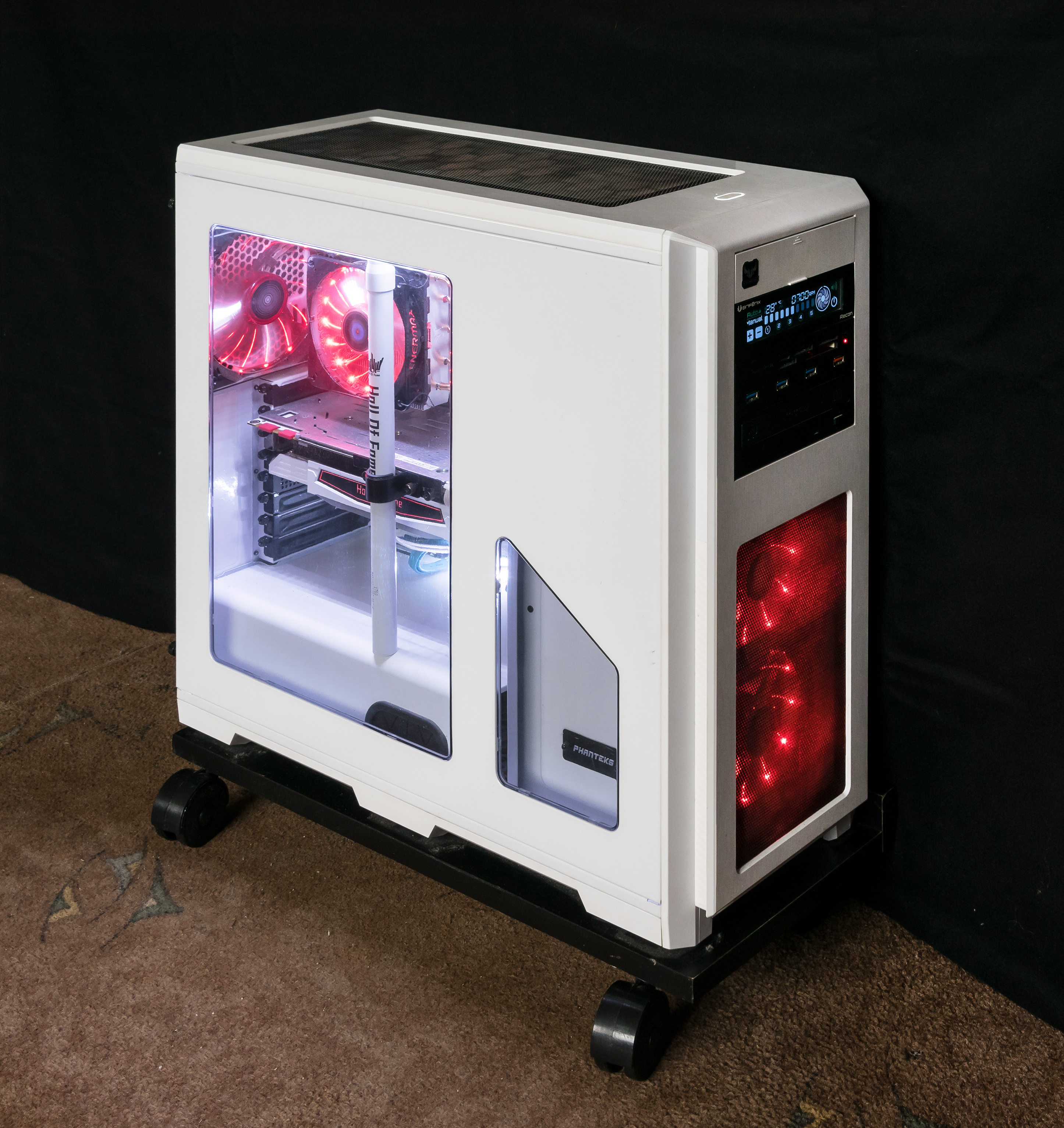
팬텍스의 Enthoo Pro 케이스

팬텍스 (Phanteks)는 PC 케이스, 시스템 팬 및 기타 케이스 액세서리를 주로 생산하는 네덜란드의 컴퓨터 하드웨어 전문 회사이다. 이 회사는 미국에 본사를 두고 있다.

## 역사
PC 케이스로 유명하다. 첫 제품은 CPU 쿨러인 PH-TC14PE였다. 이후, 팬택스는 엔투 (Enthoo) 시리즈를 시작으로 케이스 제품군을 시작했다.
오늘날 팬텍스는 PC 케이스와 관련된 주요 기업이 되었다.

## 최근 제품
엔투 (Entoo) 시리즈의 여러 버전과 이클립스 (Eclipse) 시리즈의 몇 가지 버전이 있다.  케이스의 냉각 시스템은 더 많은 CPU 쿨러, 팬 및 액세서리에 의해 확장되었다. 2017년 초부터 수냉 블록과 부속품도 생산하고 있다. 2018년에 실시된 컴퓨텍스에서 가장 최근에 보여준 컴퓨터 케이스는 이볼브 X (Evolv X)이다. 이볼브 ATX (Evolv ATX)의 후속 모델이며, 겉 디자인은 이볼브 ATX과 비슷하지만, 안에서 바깥으로 재디자인되었다. 테크스팟 (TechSpot)에서 케이스 부문에 있어 최고의 제품 중 하나로 선정되었다.아세텍 (Asetek)과 협업해 올인원 (All-In-One) 수냉 쿨러를 생산했다.

## 같이 보기
- 개인용 컴퓨터
- 컴퓨터 하드웨어
- 컴퓨터 케이스
- 안텍
- 쿨러마스터
- 커세어
- 리안리
- 서멀테이크